# Muroïdeus
Els muroïdeus (Muroidea) formen una gran superfamília de rosegadors. Inclouen els hàmsters, jerbus petits, els ratolins i rates i molts altres parents. Ocupen una gran varietat d'hàbitats en tots els continents tret de l'Antàrtida. Algunes autoritats han classificat tots els membres d'aquest grup en una única família, la dels múrids, a causa de les dificultats a l'hora de determinar com es relacionen les diferents subfamílies. Els muroïdeus es classifiquen en sis famílies, dinou subfamílies, uns 280 gèneres i almenys 1.300 espècies, és a dir, aproximadament un quart de tots els mamífers vivents.